# Teodorik I.
Teodorik I. je bio vizigotski kralj u razdoblju od 419. do 451. godine, i nezakoniti sin Alarika I. 419. godine je naslijedio Valiju na vizigotskom prijestolju. 
Kao kralj, Teodorik je završio doseljavanje Vizigota u Akvitaniju i proširio vizigotske posjede na Hispaniju. Tijekom njegove vladavine Vizigoti su bili prvo neprijatelji, a potom i saveznici s Rimskim Carstvom. Najpoznatiji događaj koji se zbio za njegove vladavine bila je bitka na Katalaunskim poljima, gdje su se Vizigoti borili na strani Rimljana koje je predvodio Aecije protiv hunskog vođe Atile. U toj bitci Teodorik je izgubio život.
Povjesničar Jordan u svom djelu "Getica" iz 551. godine daje dvije verzije Teodorikove smrti: jedna da je Teodorik pao s konja i slomio vrat, a druga da je Teodorika ubio Ostrogot Andag, otac Jordanovog pokrovitelja, Guntisa (Getica 40.209).
Teodorikov sin i kasniji nasljednik Turismund je preuzeo zapovjedništvo nad vizigotskom vojskom i dovršio bitku umjesto svog oca.

## Vanjske poveznice
- Edward Gibbon, History of the Decline and Fall of the Roman Empire, poglavlje 35  Arhivirana inačica izvorne stranice od 14. rujna 2004. (Wayback Machine)